# Fábio Júnior Pereira
Fábio Júnior Pereira (Manhuaçu, 20 november 1977) is een Braziliaanse voetballer.

## Braziliaans voetbalelftal
Fábio Júnior debuteerde in 1998 in het Braziliaans nationaal elftal en speelde 3 interlands.